# Виоланте, Антонио
Виола́нте Анто́нио (итал. Violante Antonio; род. 20 октября 1943, Авеллино, Кампания) — итальянский учёный в области химии почв и биогеохимии микроэлементов (металлов и металлоидов), профессор.

## Биография
В 1969 году окончил Университет Неаполя им. Федерико II (Università di Napoli Federico II), Неаполь, Италия. Проходил научные стажировки в Университете Висконсина (University of Wisconsin), США (1976—1977 гг.) и Университете Саскачеван (University of Saskatchewan), Саскатун, Канада (1981—1982 гг.). С 1986 г. профессор агрохимии в Университете Неаполя им. Федерико II. В 1985, 1992 и 2003 г. — приглашённый профессор в Университете Саскачеван. В 1994—2000 гг. — декан факультета Агрохимии Университета Неаполя им. Федерико II; в 1990—2002 гг. — координатор школы докторантов в области агробиологии и агрохимии. Руководитель комиссии 2.5. Международного союза почвоведения (IUSS). В 2007 году в качестве приглашённого докладчика посетил II Международную научную конференцию «Современные проблемы загрязнения почв» в МГУ им. М.В. Ломоносова.

## Область научных интересов
А. Виоланте внёс значительный вклад в химию почв и минералогию, почвенную микробиологию. Область его исследований включает процессы взаимодействия между минералами, микроорганизмами и солями микроэлементов в почвах, химию алюминия в кислых почвах, механизмы формирования оксидов и гидроксидов алюминия в почвах, поверхностную химию синтетических минералов алюминия и железа, влияние биомолекул на адсорбцию/десорбцию минеральных и органических загрязнителей переменно-заряженными минералами, факторы, влияющие на сорбцию энзимов почвенными минералами и органо-минеральными комплексами и активность ферментов на их поверхности, химию мышьяка в почвах.
А. Виоланте является автором более 180 научных публикаций, редактором 7 книг по химии почв и биогеохимии.

## Основные публикации
- Violante, A; Ricciardella, M; Del Gaudio, S; Pigna, M. Coprecipitation of arsenate with metal oxides: Nature, mineralogy, and reactivity of aluminum precipitates // Environ. Sci. & Technol. — 2006. — Vol. 40. — P. 4961—4967.
- Pigna, M; Krishnamurti, GSR; Violante, A. Kineticsof arsenate sorption-desorption from metal oxides: Effect of residence time // Soil Sci. Soc. Am. J. — 2006. — Vol. 70. — P. 2017—2027.
- Violante, A; Pigna, M. Competitive sorption of arsenate and phosphate on different clay minerals and soils // Soil Sci. Soc. Am. J. — 2002. — Vol. 66. — P. 1788—1796.
- Liu, F; De Cristofaro, A; Violante, A. Effect of pH, phosphate and oxalate on the adsorption/desorption of arsenate on/from goethite // Soil Sci. — 20012. — Vol. 166. — P. 197—208..
- Sannino, F; Violante, A; Gianfreda, L. Adsorption-desorption of 2,4-D by hydroxyl-Al montmorillonite complexes // Pest. Sci. — 1997. — Vol. 51. — P. 429—435.
- Violante, A; Gianfreda L. Competition in adsorption between phosphate and oxalate on an aluminium hydroxide montmorillonite complex // Soil Sci. Soc. Am. J. — 1993. — Vol. 57. — P. 1235—1241.
- Violante, A; Huang, PM. Formation mechanism of aluminum hydroxide polymorphs // Clays & Clay Miner. — 1993. — Vol. 41. — P. 590—597.
- Gianfreda, L; Rao, M.A; Violante, A. Adsorption, activity and kinetic properties of urease on montmorillonite, aluminium hydroxide and Al(OH)x-montmorillonite complexes // Soil Biol. Biochem. — 1992. — Vol. 24. — P. 51—58.
- Violante, A; Colombo, C; Buondonno A. A competitive adsorption of phosphate and oxalate by Al oxides // Soil Sci. Soc. Am. J. — 1991. — Vol. 55. — P. 65—70.
- Violante, A; Cozzolino,V.;  Perelomov, L.; Caporale, A.G.;  Pigna, M . Mobility and bioavailability of heavy metals and metalloids in soil environments // J. Soil. Sci. Plant Nutr. — 2010. — Vol. 10(3). — P. 268—292.
- Soil Physical, Chemical and Biological Interfacial Interactions. Section E. Handbook of Soil Sciences / Violante A., Huang P.M. (Eds). — Boca Ranton, USA: CRC Press, 2010.
- Biophysico-Chemical Processes of Metals and Metalloids in Soil Environments / Violante A., P.M. Huang, G.M. Gadd. (Eds). — Hoboken (N. J.): John Wiley & Sons Ltd, 2008. — С. 658. — (Wiley-IUPAC Series Biophysico-Chemical Processes in Environmental Systemsisbn). — ISBN 978-0-471-73778-0.
- Soil Mineral-Microbe-Organic Interactions / Huang Q., Huang P.M., Violante A. (Eds). — Berlin: Springer-Verlag, 2007. — С. 354. — ISBN 978-3-540-77685-7.
- Soil Abiotic & Biotic Interactions and the Impact on the Ecosystem & Human Welfare / Huang P.M., Violante A., J-M. Bollag and P. Vityakon. (Eds.). — Enfield, NH USA: Science Publishers, 2005. — С. 439. — ISBN 1-57808-344-3.